# Магальяйнш, Алвару
Алвару Монтейру Магальяйнш (порт. Álvaro Monteiro Magalhães; род. 3 января 1961, Ламегу) — португальский футболист, игравший на позиции левого защитника, и тренер.

## Клубная карьера
Родившийся в Ламегу, Магальяйнш дебютировал в Премьер-лиге в 1980 году в составе «Академики» из Коимбры, а затем перешёл в «Бенфику». После двух сезонов он стал основным игроком. Вместе с лиссабонским клубом Магальяйнш выиграл четыре национальных чемпионата и столько же национальных Кубков (последние три были выиграны подряд), сыграв более 200 официальных матчей.
В июне 1990 года, сыграв всего 13 игр в своих последних двух сезонах (за это время «Бенфика» дважды выходила в финал Кубка европейских чемпионов, но в составе он былвторостепенным игроком), Магальянш покинул клуб и подписал контракт с «Эштрелой», помогая новой команде выйти во второй раунд Кубка обладателей кубков. Однако клуб из Амадоры завершил сезон вылетом из высшего дивизиона. Он завершил свою карьеру в возрасте 32 лет выступая за «Лейшойнш» из Сегунда-лиги.

## Карьера за сборную
Дебют за национальную сборную Португалии состоялся 16 декабря 1981 года в проигрышном товарищеском матче против сборной Болгарии (2:5). Был включён в составы на чемпионат Европы 1984 года во Франции (сыграл во всех 4 матчах сборной) и чемпионат мира 1986 года в Мексике (сыграл во всех 3 матчах сборной).
После печально известного дела «Сальтильо» на чемпионате мира 1986 года Магальяйнш был одним из немногих игроков, которые не покинули национальную сборную. Всего за сборную он сыграл 20 матчей.

## Карьера тренера
Через год после завершения карьеры Магальяйнш начал тренерскую карьеру, работая с несколькими командами первого и второго дивизиона. Его первый опыт на высшем уровне был с «Шавешом» в сезоне 1997/1998, когда он едва избежал вылета.
С 2003 по 2005 года Магальяйнш был помощником тренера «Бенфики» под руководством Хосе Антонио Камачо и Джованни Трапаттони. Во второй половине десятилетия он работал в Румынии и Анголе, став национальным чемпионом с «Интером» из Луанды.
Магальяйнш подписал новый двухлетний контракт в ноябре 2009 года, но 29 марта 2011 года был освобожден от своих обязанностей. В начале февраля 2012 года он был назначен тренером «Насьоналя» из Бенгелы. Вскоре он вернулся в Португалию и подписал контракт с клубом «Навал», который он уже тренировал в Высшем дивизионе сезона 2005/2006 и во Втором дивизионе сезона 2002/2003.

## Личная жизнь
Магальяйнш родился с полидактилией левой руки и из-за этого получил прозвище Seis dedos (шесть пальцев).

## Достижения

### Как игрок

#### «Бенфика»
- Чемпион Португалии[16]: 1982/83, 1983/84, 1986/87, 1988/89
- Обладатель Кубка Португалии[17]: 1982/83, 1984/85, 1985/86, 1986/87
- Обладатель Суперкубка Португалии[17]: 1985, 1989

### Как тренер

#### «Интер» (Луанда)
- Чемпион Анголы: 2010[10]